# Komödie am Kurfürstendamm

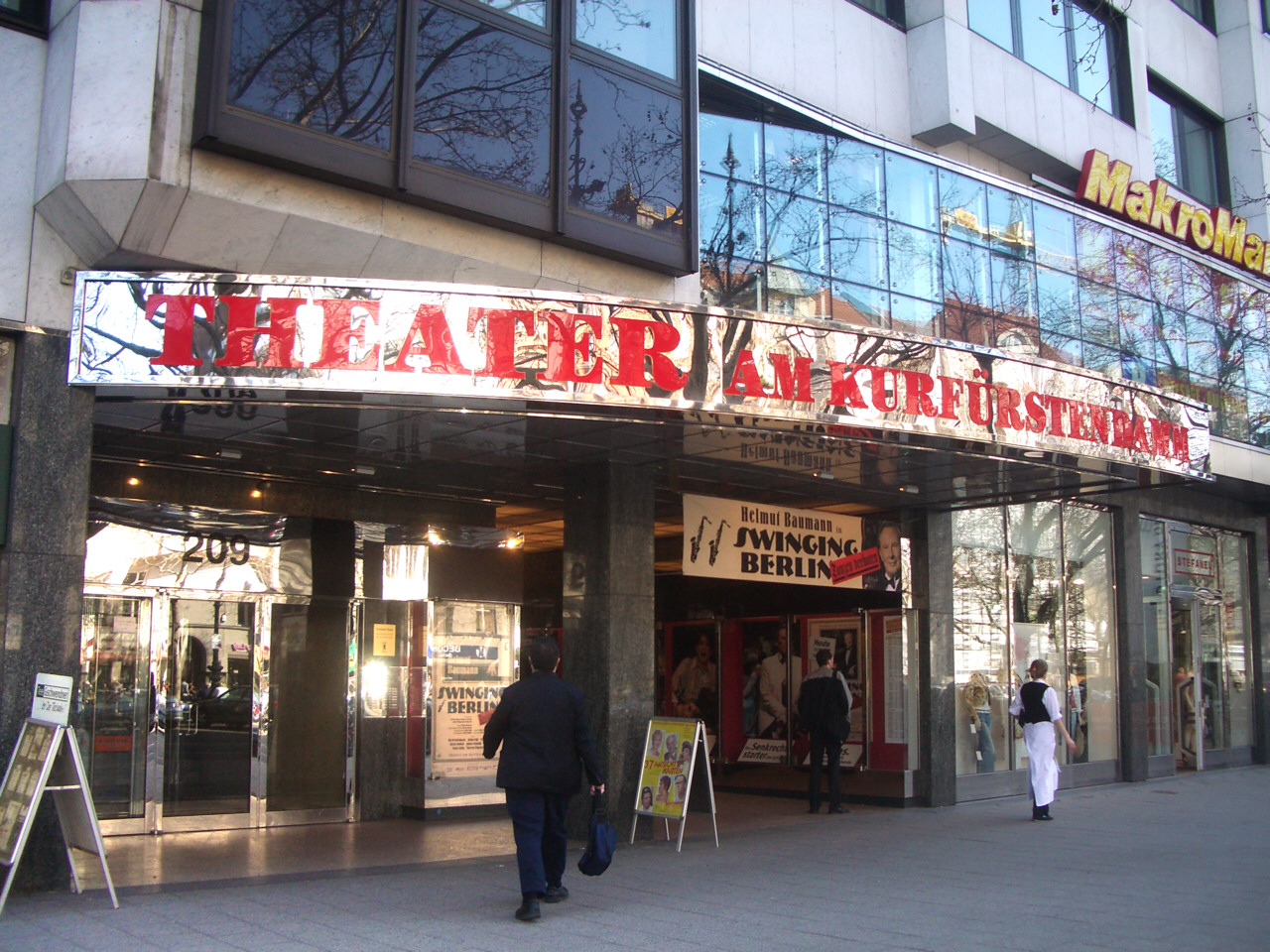
Theater am Kurfürstendamm

Die Komödie am Kurfürstendamm ist ein bekanntes Privattheater Berlins und befand sich bis 2018 mit dem Theater am Kurfürstendamm im Ku’damm-Karree auf dem Kurfürstendamm. Beide Bühnen wurden 2018 abgerissen. Der Theaterbetrieb zog im selben Jahr in das Schiller Theater um und firmierte dort unter dem Namen Komödie am Kurfürstendamm im Schiller Theater. Von März 2023 bis Mai 2025 nutzt die Komödie am Kurfürstendamm das Theater am Potsdamer Platz als Übergangsspielstätte. Seit Juni 2025 ist der Ernst-Reuter-Saal am Rathaus Reinickendorf die Hauptspielstätte der Komödie, bis die Bauarbeiten am Kurfürstendamm für die neue Komödie fertiggestellt sind.

## Das Theater und die Komödie am Kurfürstendamm

### Umbau eines früheren Galeriekomplexes zu Spielstätten
In den ehemaligen Räumen der Berliner Sezession, wo unter anderem impressionistische Kunst von Max Liebermann ausgestellt war, wurde am 8. Oktober 1921 das Theater am Kurfürstendamm eröffnet. Die Pläne für den Umbau stammten vom Theaterarchitekten Oskar Kaufmann, der in Berlin auch das Hebbeltheater, die Volksbühne am Rosa-Luxemburg-Platz, die Krolloper, die Komödie am Kurfürstendamm sowie das Renaissance-Theater entwarf.

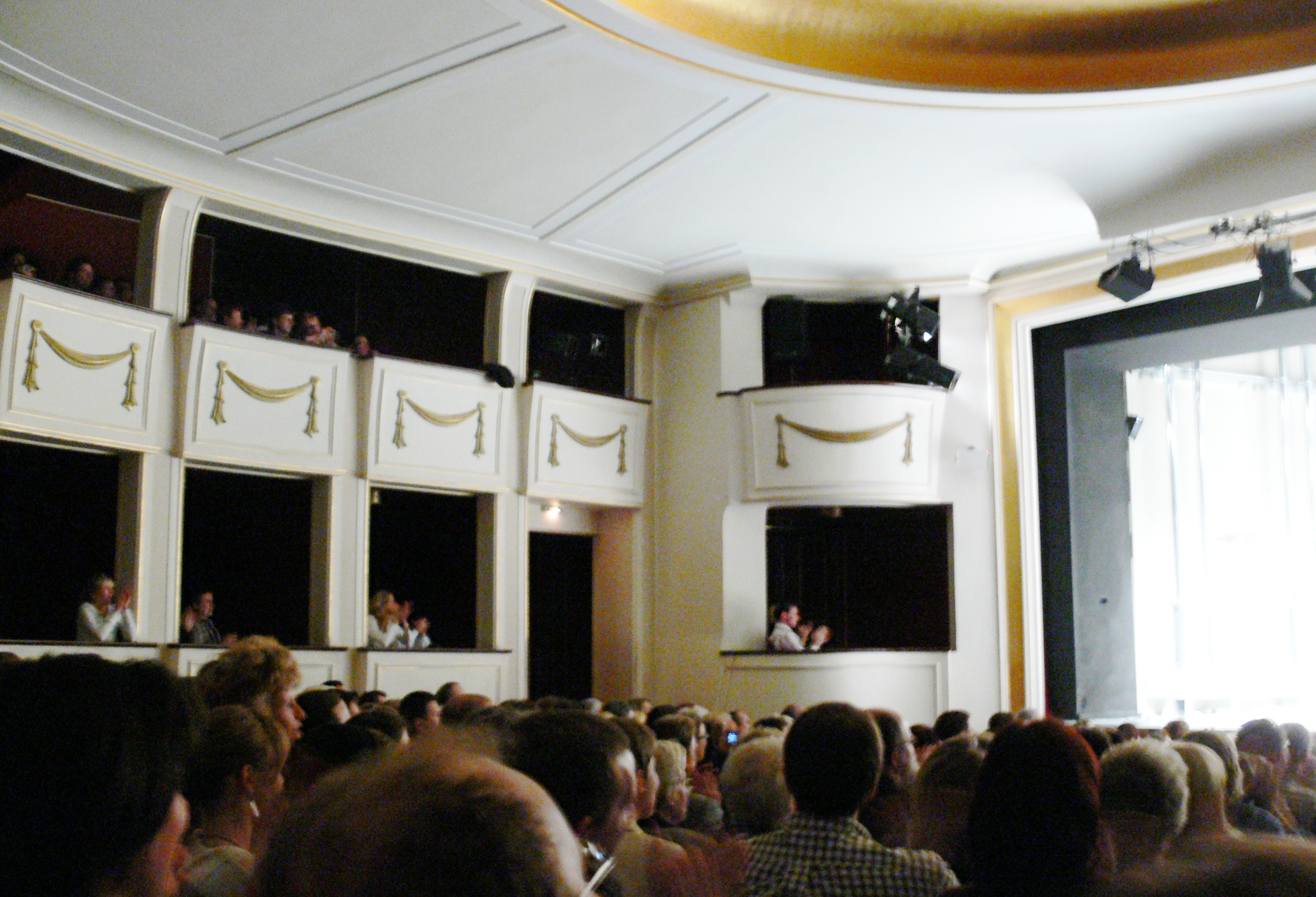
Innenansicht der Komödie

Die Eröffnungspremiere war Ingeborg von Kurt Goetz. Auf der Bühne stand neben dem Autor auch Adele Sandrock. Während die Inszenierung geteilte Meinungen hervorrief, war das positive Urteil über die Architektur einstimmig. Am 9. Oktober 1921 schrieb das Berliner Tageblatt: „Wen riefen die Leute zum Schluß? Den Autor? Vielleicht. Die Darsteller? Möglich. Den Direktor? Kann sein. Den Regisseur? Denkbar … Mit voller Sicherheit riefen sie: <Kaufmann, Kaufmann!> Das ist der Architekt.“ Die Berliner Allgemeine beschrieb das Theater so: „Dieser neue, spielerisch reizende Theatersaal in seiner farbigen Festlichkeit, seinem allerliebsten, bizarren Plastikenkrisskrass, ein maurisches Rokoko, soll die leichte Muse zu Gaste bitten, um einer gehobenen, sozusagen zivilisierten Heiterkeit zu dienen.“
1927 übernahm Ferdinand Bruckner die Bühne und zeigte hauptsächlich Revuen. Ein großer Erfolg war Friedrich Hollaenders Bei uns um die Gedächtniskirche rum mit Willi Schäffers und Hubert von Meyerinck. 1928 wurde das Theater aufgrund einer Anordnung der Baupolizei geschlossen. Im selben Jahr übernahm Max Reinhardt die Bühne und ließ das Haus von Oskar Kaufmann noch einmal gründlich umbauen. 1931 nahm Reinhardt das Theater wieder in Betrieb. Kurze Zeit später fand hier die Berliner Erstaufführung der Oper Aufstieg und Fall der Stadt Mahagonny von Bertolt Brecht und Kurt Weill statt. Am 23. November 1932 wurde die Operette Glückliche Reise von Eduard Künneke mit der Sängerin Lizzi Waldmüller im Theater uraufgeführt.
1932 zog sich Max Reinhardt aus der Direktion zurück, 1933 wurde Hans Wölffer Direktor von Theater und Komödie am Kurfürstendamm und blieb es bis 1942. Während des Nationalsozialismus hatte Wölffer – obwohl oder gerade weil die Theater sehr beliebt waren und weil er kein Parteimitglied war – große Schwierigkeiten, was schließlich 1942 zur Enteignung und Verstaatlichung beider Bühnen führte. 1943 wurden beide Theater im Bombenhagel schwer beschädigt.

### Nach dem Zweiten Weltkrieg
1946 wurden die Häuser wieder aufgebaut und konnten ein Jahr später mit neuen Aufführungen beginnen: Mit Shakespeares Ein Sommernachtstraum wurde 1947 das Theater wieder eröffnet. 1948 zog kurzfristig ein Kino in das Haus ein.

### Die Freie Volksbühne im Theater am Kurfürstendamm
1949 übernahm die Freie Volksbühne das Haus als Spielstätte. Eröffnet wurde mit Shakespeares Hamlet. Bis zum Umzug in die Schaperstraße im Jahr 1963 inszenierten hier Regisseure wie Giorgio Strehler, Oscar Fritz Schuh, Erwin Piscator, entwarf Caspar Neher Bühnenbilder, spielten Schauspieler wie Peer Schmidt, Tilla Durieux, Wolfgang Neuss, Wolfgang Spier, Wolfgang Gruner, Wolfgang Kieling, Agnes Windeck, Cordula Trantow, Therese Giehse, Hanne Hiob sowie Günter Pfitzmann. Kurz vor dem Umzug in die Schaperstraße im Jahr 1963 inszenierte Piscator die Uraufführung von Rolf Hochhuths Der Stellvertreter.

### Familie Woelffer im Theater am Kurfürstendamm

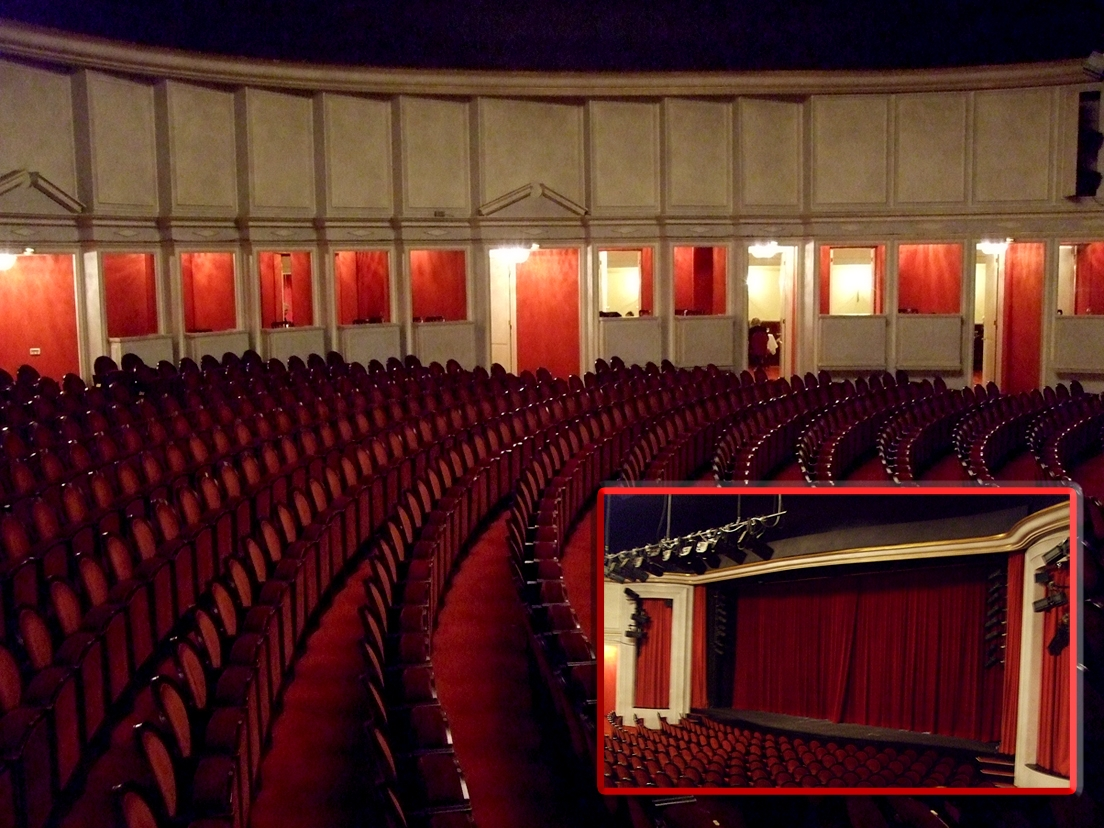
Innenansicht des Theaters am Kurfürstendamm

Nach dem Auszug der Freien Volksbühne in ihr eigenes Theater der Freien Volksbühne übernahm Hans Wölffer, der damals schon lange Direktor der benachbarten Komödie am Kurfürstendamm war, die Direktion. Zwei Jahre später holte er seine Söhne Jürgen und Christian mit in die Direktion. Im Jahr 2004 übergab Jürgen Wölffer die Direktion seinem Sohn Martin. Er trat an mit dem Anspruch, das Programm zu verjüngen. Mit Andreas Schmidts Inszenierung von Kristof Magnussons Männerhort gelang ihm ein erster Erfolg. Auf der Bühne standen dabei Bastian Pastewka, Christoph Maria Herbst, Michael Kessler und Jürgen Tonkel. Es folgten Inszenierungen wie „Szenen einer Ehe“, „Wie es euch gefällt“, „Gut gegen Nordwind“, „Wer hat Angst vor Virginia Woolf?“ oder „Fettes Schwein“, mit denen Martin Woelffer seinen Anspruch, großstädtisches Unterhaltungstheater zu machen, umsetzte.

### Kündigung der Mietverträge
Die Kündigung der Mietverträge von Theater und Komödie am Kurfürstendamm zum Ende des Jahres 2006 durch die db Real Estate, eine Tochter der Deutschen Bank, verhinderte Woellfers weitere Pläne. Ende 2006 gab es einen erneuten Besitzerwechsel: Die db-Real-Estate verkaufte das komplette Ku’damm-Karree, in dem sich auch die beiden Theater befinden, an Fortress, einen Private-Equity-Fonds. Fortress verlängerte den Mietvertrag des Theaters bis zum 31. Januar 2008, den Mietvertrag der Komödie bis zum 30. Juni 2008. Im September 2008 wurde das Ku’damm-Karree an Ballymore Properties verkauft. Obwohl die Theater über keinen gültigen Mietvertrag verfügen, ging der Spielbetrieb weiter. Ein Antrag im Kulturausschuss der Stadt, die Häuser unter Denkmalschutz zu stellen, wurde abschlägig beschieden.
Im Dezember 2008 gaben die Woelffer-Bühnen bekannt, dass ein Kompromiss mit Ballymore gefunden wurde: Der Investor verpflichtete sich, am Kurfürstendamm ein neues Theater mit 650 Plätzen zu errichten. Der Bezirk Charlottenburg-Wilmersdorf sah die Pläne kritisch. Der Kompromiss beinhaltete auch, dass die Kudamm-Bühnen bis auf weiteres keine Miete zahlen müssen. Für die Zeit der Bauarbeiten, die 2010 beginnen sollten, suchte Martin Woelffer nach einer Ersatzspielstätte. Im September 2009 verkündete Ballymore, dass Architekt David Chipperfield den Neubau der Komödie am Kurfürstendamm planen solle. Im Januar 2011 fand in Charlottenburg-Wilmersdorf ein Bürgerbegehren zum Erhalt der Kudamm-Bühnen statt. Der Bürgerentscheid scheiterte. Ballymore geriet im Zuge der weltweiten Finanzkrise in Turbulenzen und wurde unter die Kontrolle der staatlichen irischen „Bad Bank“ Nama gestellt. 2015 verkaufte die Firma das Kudamm-Karree an Cells Bauwelt. Cells Bauwelt fühlte sich an die Absprachen, die Martin Woelffer mit Ballymore getroffen hat, nicht gebunden und kündigte fristlos.
Im Mai 2016 starteten Theater und Komödie am Kurfürstendamm die Change.org-Kampagne „Kudamm-Bühnen retten!“, die sich an den Regierenden Bürgermeister Michael Müller richtete. Ende Mai 2016 verhandelte das Berliner Landgericht über eine Räumungsklage des Investors gegen die Kudamm-Bühnen. Die Entscheidung wurde vertagt. Am 18. Oktober 2016 wurden Theater und Komödie am Kurfürstendamm zur Räumung verurteilt. Die Bühnen kündigten an, Revision einzulegen.

### Kompromiss mit Cells Bauwelt
Am 21. Februar 2017 gab Martin Woelffer bekannt, dass er sich mit Cells Bauwelt auf einen Kompromiss einigen konnte. Klaus Lederer, der vor Kurzem Kultursenator geworden war, hatte das Verfahren moderiert. Der Kompromiss sieht vor, dass der Spielbetrieb am Kurfürstendamm bis Mitte 2018 aufrechterhalten wird. Danach sollen die Theater in eine Übergangsspielstätte ziehen. Die beiden historischen Theater werden abgerissen, Cells Bauwelt errichtet im Kellergeschoss des Hofs am Kurfürstendamm ein neues Theater mit 650 Plätzen. Martin Woelffer kann einen Mietvertrag über 30 Jahre unterschreiben und ist maßgeblich an der Planung des neuen Theaters beteiligt.

### Umzug ins Schillertheater
Am 5. April 2017 gab der Berliner Kultursenat bekannt, dass Martin Woelffer und sein Team für eine Übergangszeit ins Schiller Theater ziehen werden. Im September wurde das Theater mit der Premiere von Willkommen bei den Hartmanns wieder eröffnet. Die Übergangsspielstätte heißt Komödie am Kurfürstendamm im Schiller Theater. Die Abbrucharbeiten der Theatersäle begannen im Herbst 2018, im März 2019 waren beide historischen Säle bis auf den Erdboden abgetragen, sodass von der Straße aus das Hochhaus im Kudamm-Karre zu sehen war.

### Komödie am Kurfürstendamm zieht in das Theater am Potsdamer Platz
Bis Ende 2022 konnte die Komödie das Schiller Theater in der Bismarckstraße als Übergangsquartier nutzen. Da dort jedoch im Herbst 2023 die Komische Oper einzog, weil deren Haus in der Behrenstraße saniert wird, und der Theaterneubau am Kurfürstendamm, anders als ursprünglich geplant, nicht rechtzeitig fertiggestellt wurde, zog die Komödie ein weiteres Mal um: in das Theater am Potsdamer Platz. Seit Juni 2025 nutzt die Komödie den Ernst-Reuter-Saal in Reinickendorf als Hauptspielstätte. Der Spielplan bleibt unverändert: Das Traditionshaus bietet Komödien, Boulevardstücke, Shows, Konzerte, Musicals, Lesungen; Heiteres und Besinnliches, Klassisches und Modernes, Ernsthaftes und Komisches – fast immer mit Starbesetzung, immer am Puls der Zeit. Die Übergangsspielstätten heißen Komödie am Kurfürstendamm im Theater am Potsdamer Platz und Komödie am Kurfürstendamm im Ernst-Reuter-Saal.

## Auszeichnungen
- 2013: Monica-Bleibtreu-Preis in der Sparte Komödie für das Stück Eine Sommernacht bei den 2. Privattheatertagen in Hamburg